# Katedra Świętego Wacława w Ołomuńcu
Katedra Świętego Wacława (czes. Katedrála svatého Václava) – gotycki obiekt sakralny zlokalizowany przy Václavském náměstí w Ołomuńcu, na Morawach, w Czechach.

## Historia
Budowę katedry rozpoczął ołomuniecki udzielny książę Świętopełk w latach 1104-1107. Kontynuował ją jego syn Wacław Henryk, który przed swoją śmiercią w 1130 r. przekazał budowę biskupowi ołomunieckiemu Jindřichowi Zdíkovi. Jeszcze niedokończona budowla została wyświęcona 30 czerwca 1131 r., dokończono ją dopiero w roku 1141. W tym samym roku stała się też katedrą, to znaczy kościołem biskupim. Pierwotna trójnawowa, romańska bazylika, z wyższą środkową nawą, doznała z czasem licznych przebudów. Z okresu romańskiego do dziś zachowała się tylko część murów obwodowych, zasypana krypta i fundamenty wież fasadowych. Pierwotna postać bazyliki jest wyobrażona na pieczęci biskupa Jindřicha Zdíka.

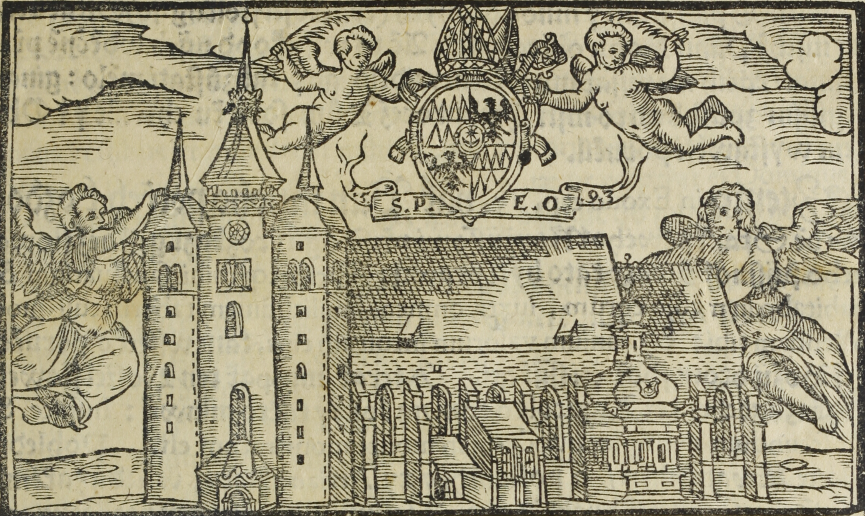
Katedra św. Wacława w XVI w. (B. Paprocký, Zrcadlo slavného Markrabství moravského, 1593)

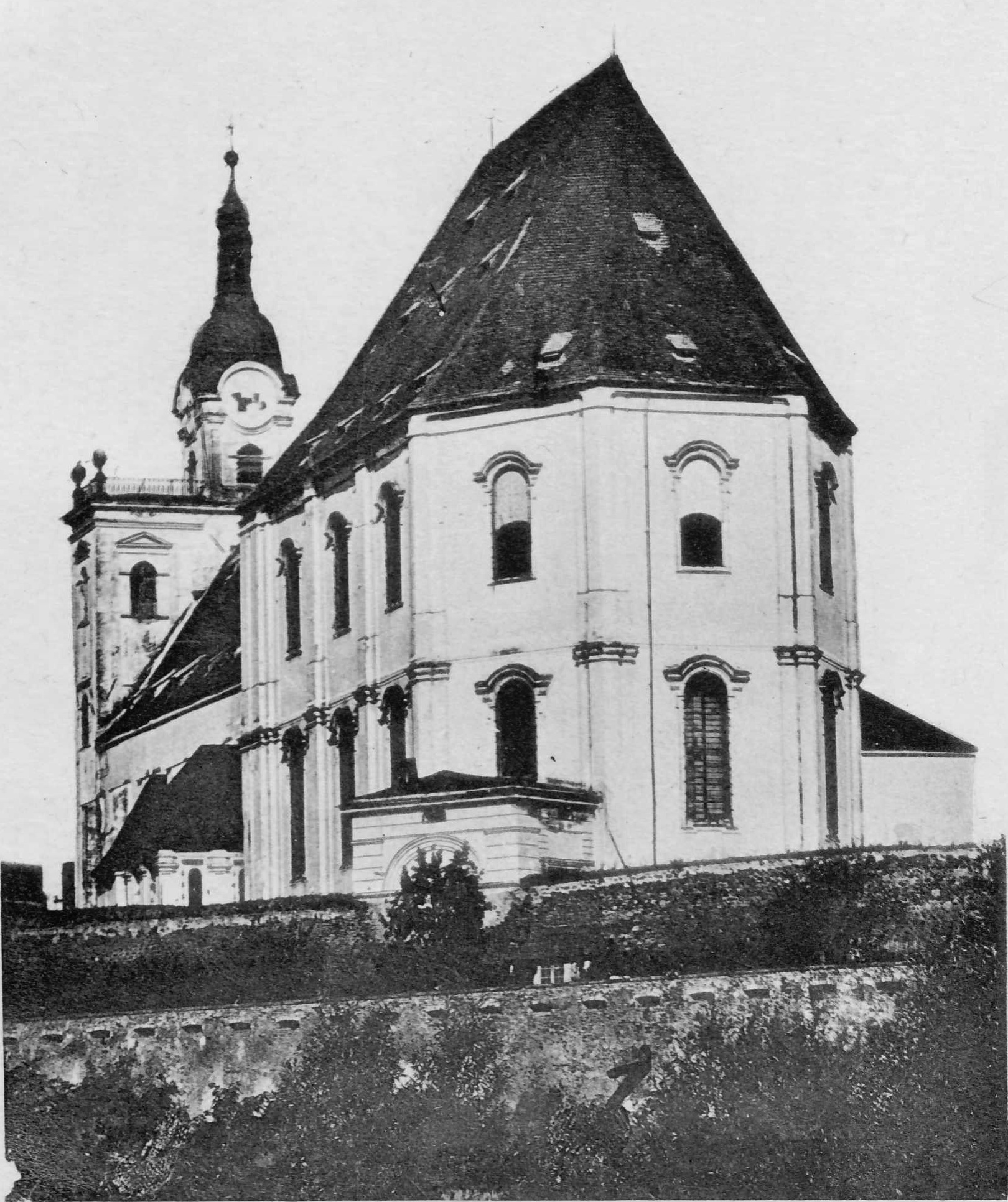
Katedra przed odbudową w latach 80. XIX w

Po niszczącym pożarze z 1264 r. katedra została przebudowana z inicjatywy ołomunieckiego biskupa Bruna ze Schauenburku. W wyniku tej przebudowy zanikła prawie cała romańska budowla, a katedra otrzymała formę gotycką. Gotycka przebudowa świątyni była kontynuowana w XIV w. (sklepienia, wewnętrzne filary nośne, nowy ambit wokół wirydaża). W latach 1582–1591 została dobudowana przez biskupa Stanislava II. Pavlovskiego - jako rodzinny grobowiec - kaplica św. Stanisława, a w latach 1589-1595 ten sam biskup zrealizował budowę (dziś już nieistniejącej) środkowej wieży między dwoma, wtedy jeszcze stojącymi, wieżami romańskimi. W latach 1616–1618 z inicjatywy ówczesnego biskupa ołomunieckiego, Franciszka z Dietrichsteinu, wybudowano nowe manierystyczne prezbiterium o wymiarach 35 x 23 m i wysokości sklepienia 23 m, a także rozpoczęto budowę krypty pod schodami (dokończoną w 1661 r.). W 1803 r. po uderzeniu pioruna pożar zniszczył wszystkie trzy wieże. Fasadę przebudowano później w stylu klasycystycznym i uzyskała ona wygląd jednolitego bloku.
Kolejna, rozległa przebudowa została wykonana w latach 1883-1892 z inicjatywy arcybiskupa Friedricha von Fürstenberga według projektu Gustava Meretty i Richarda Völkela. Objęła ona przede wszystkim budowę neogotyckich wieży fasadowych, przebudowę chóru, wzniesienie całkowicie nowej, głównej wieży (południowej), a także regotyzację prezbiterium i wnętrz. Nadała ona katedrze jej obecny, neogotycki charakter. Charakterystyczna południowa wieża, wysokości 100,65 m, jest obecnie drugą pod względem wysokości wieżą kościelną w Czechach, a najwyższą wieżą neogotycką. Wzbogaciła ona panoramę miasta i stała się jednym z jego wizualnych symboli. W katedrze znajduje się również największy dzwon na Morawach.
We wnętrzu katedry znajduje się grobowiec oraz rzeźba św. Jana Sarkandra. Do najcenniejszych zabytków należą również cztery XV-wieczne figury Ojców Kościoła umieszczone przy głównym ołtarzu. Figury są autorstwa Mina da Fiesole. Natomiast udostępnione turystom krypty kryją między innymi relikwie świętej Urszuli oraz zbiór szat liturgicznych.

## Galeria

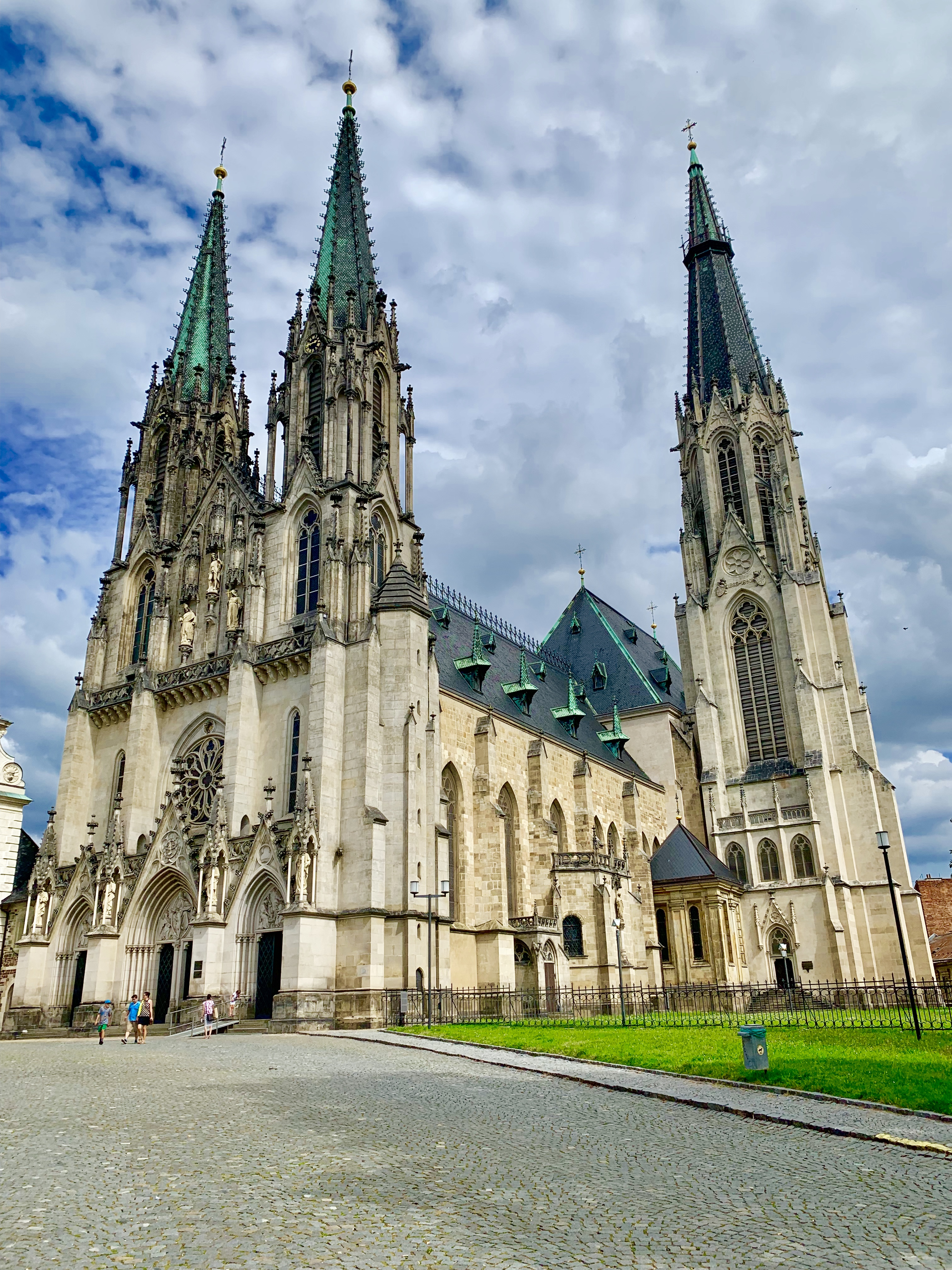
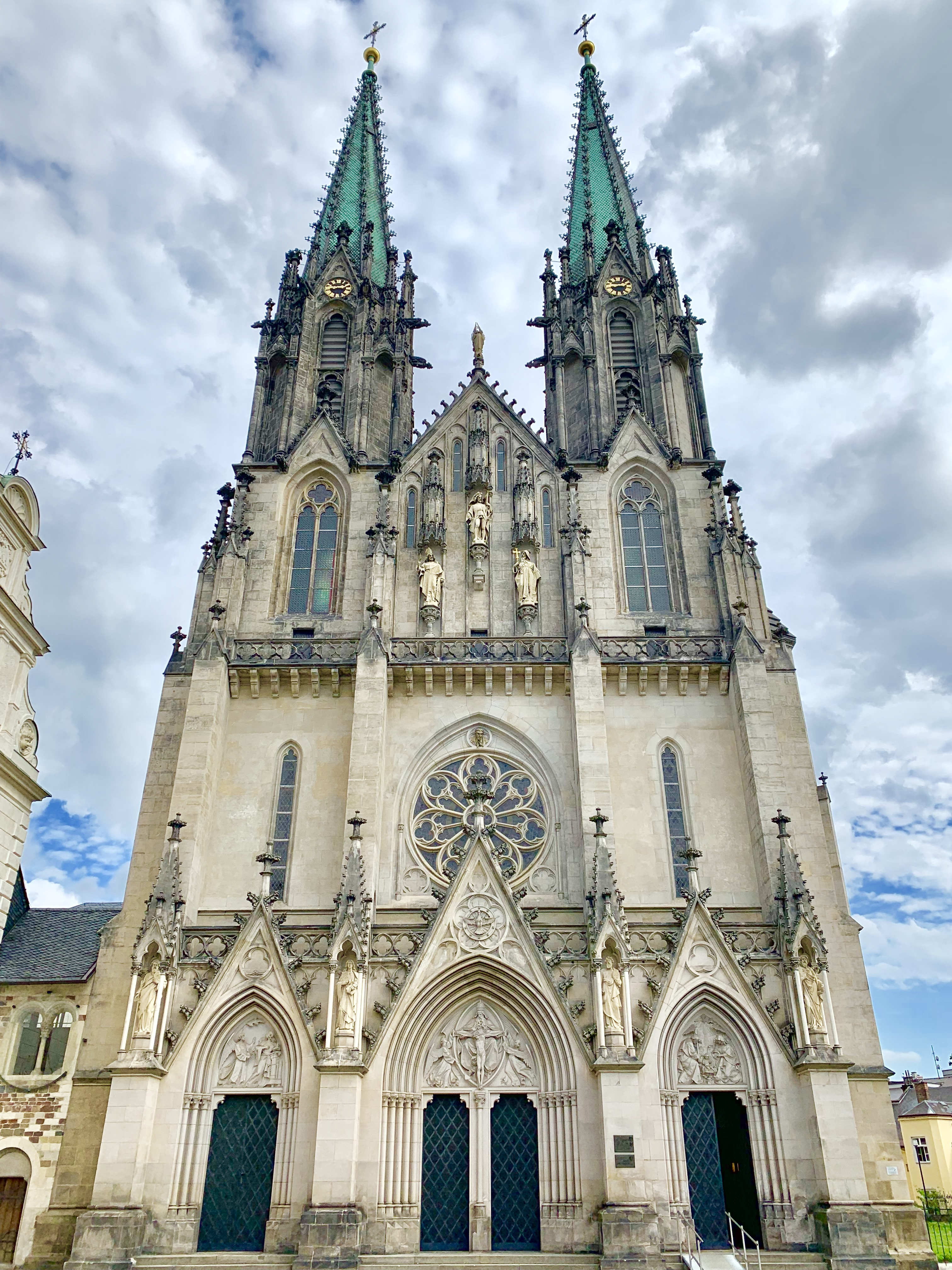
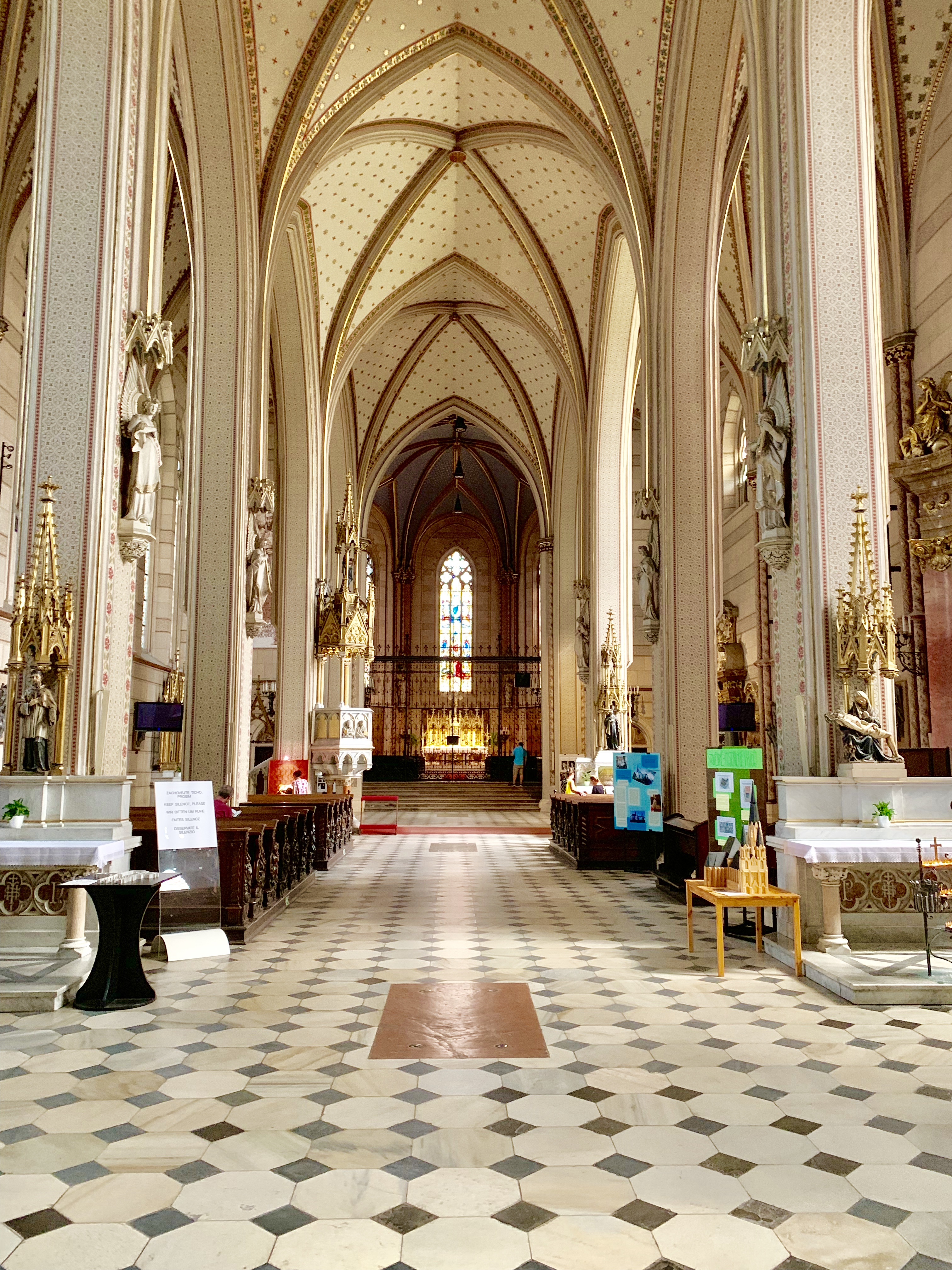
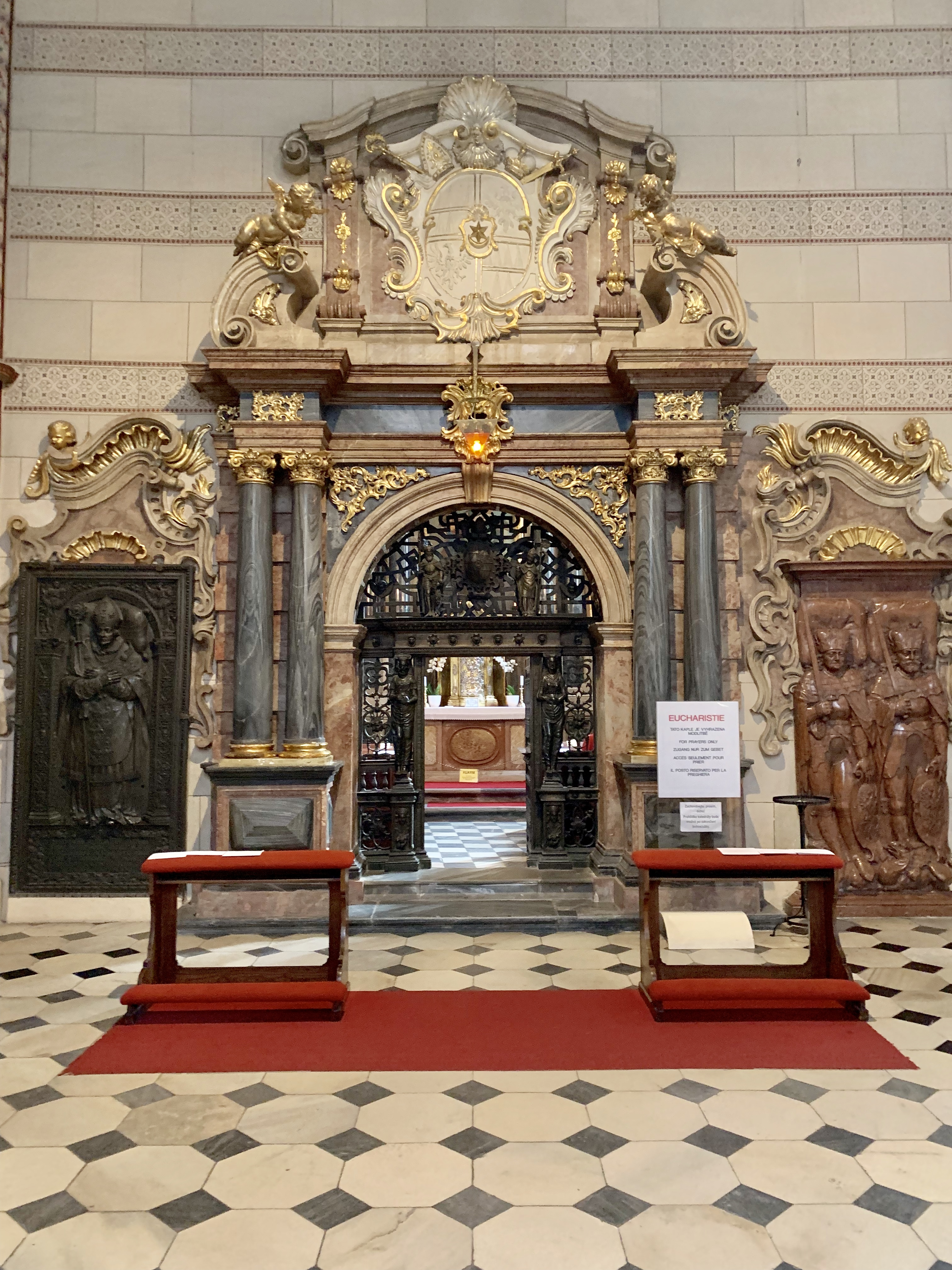
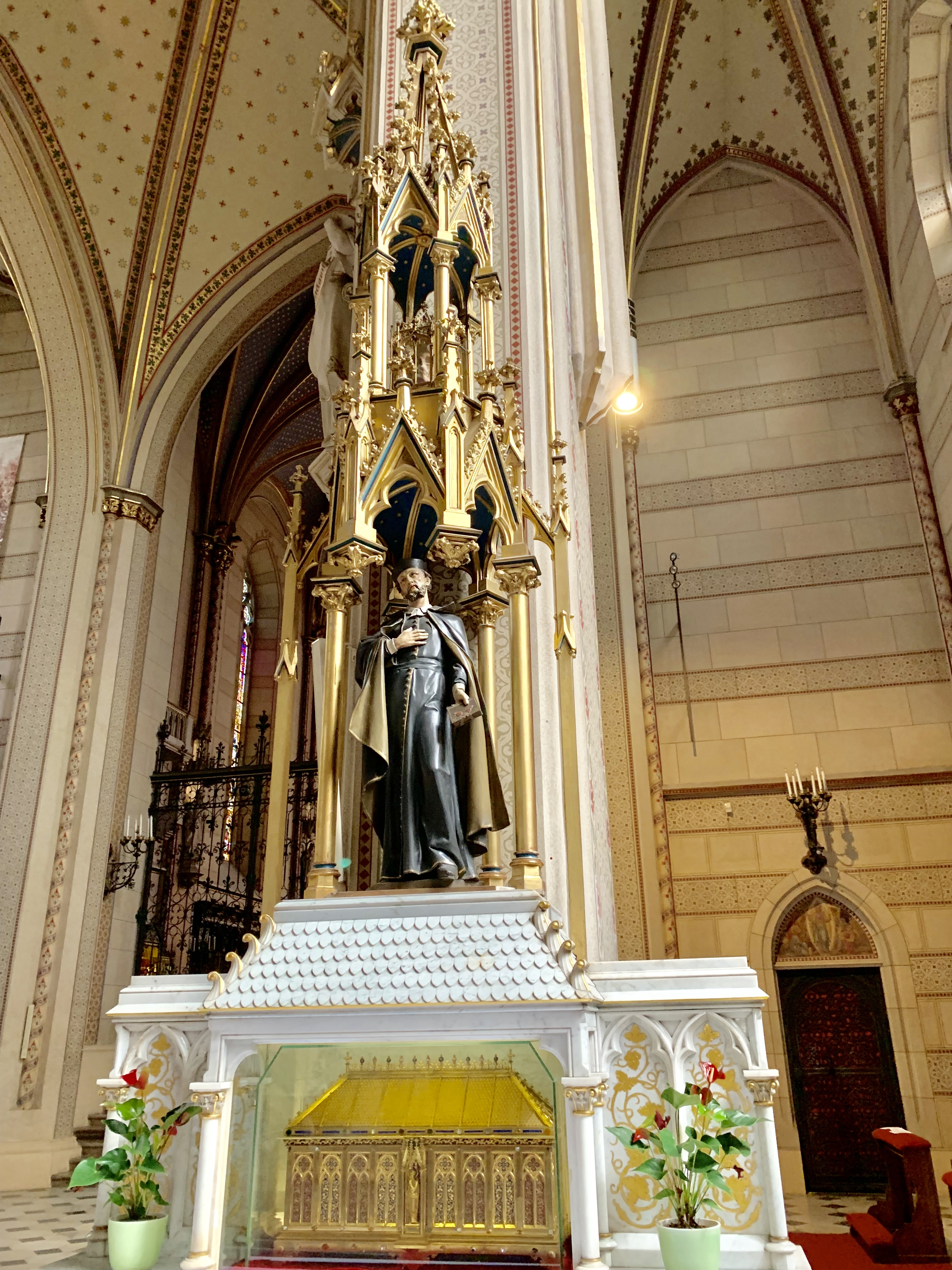
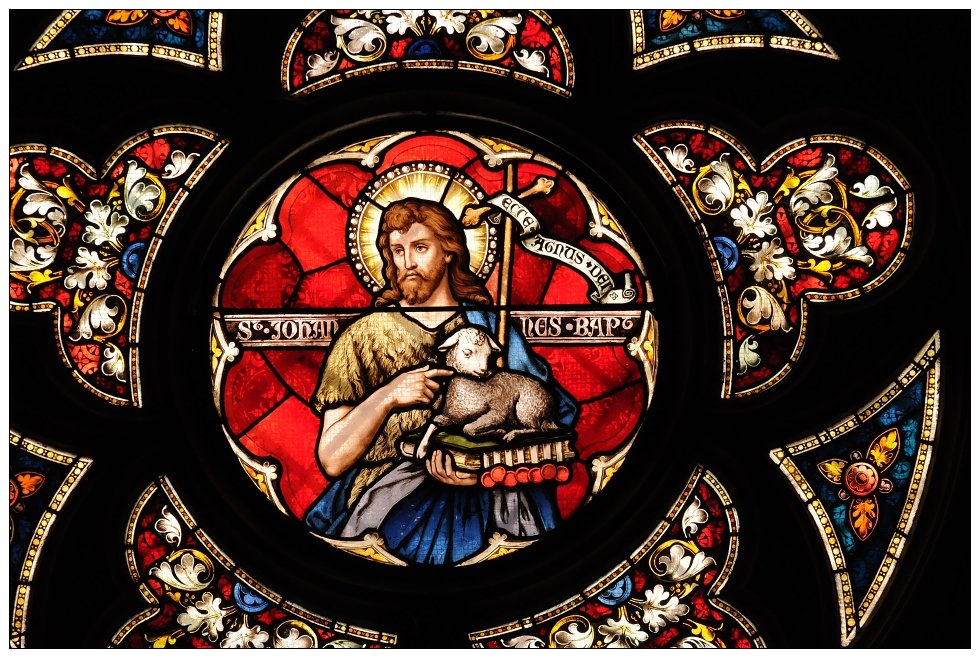
Witraż
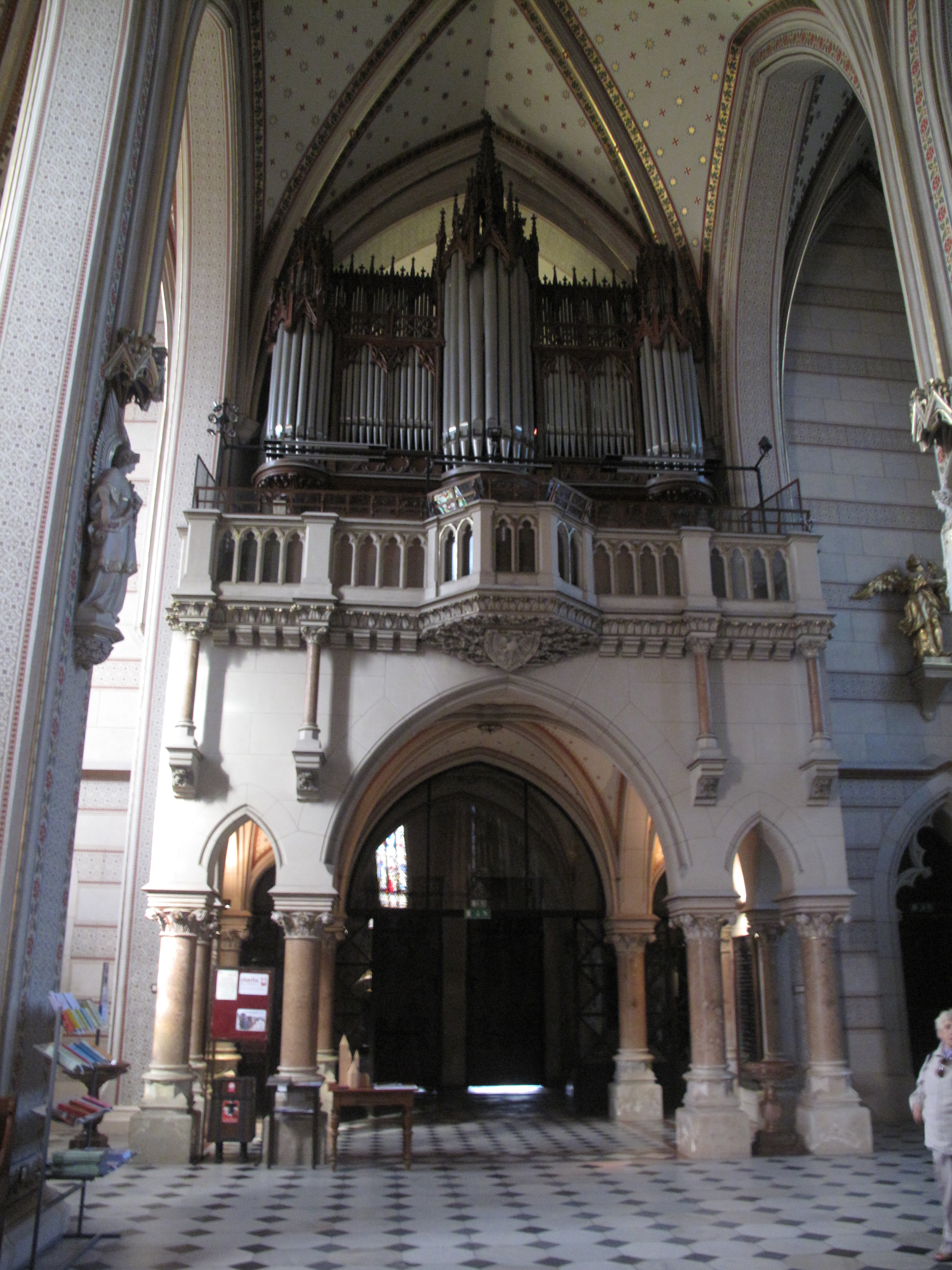
Organy